# Daniel Skarps
Daniel Skarps, född 24 augusti 1976, är en svensk bandyspelare. Inför säsongen 2010/2011 valde han att återvända till moderklubben Bollnäs GoIF/BF efter tre säsonger i Edsbyns IF.

## Klubbar i karriären
- 1993/94: Bollnäs GoIF/BF
- 1994/95: Edsbyns IF
- 1996/97-1999/00: Bollnäs GoIF/BF
- 2000/01: Edsbyns IF
- 2001/02-2002/03: Gripen Trollhättan BK, Slussens BK
- 2003/04: IF Vindhemspojkarna
- 2004/05-2006/07: Bollnäs GoIF/BF
- 2007/08-2009/10: Edsbyns IF
- 2010/11: Bollnäs GoIF/BF